# Delphyne Peretto
Delphyne Peretto (ur. 9 lutego 1982 w Albertville) – francuska biathlonistka, brązowa medalistka olimpijska i dwukrotna medalistka mistrzostw świata.

## Kariera
Pierwszy raz na arenie międzynarodowej pojawiła się w 2000 roku, startując na mistrzostwach świata juniorów w Hochfilzen. Zajęła tam 35. miejsce w sprincie i szóste w sztafecie. Jeszcze trzykrotnie startowała w zawodach tego cyklu, najlepsze wyniki osiągając podczas rozgrywanych w 2003 roku mistrzostw świata juniorów w Kościelisku, gdzie była piąta w biegu pościgowym i czwarta sztafecie. W międzyczasie zdobyła brązowe medale w biegu indywidualnym i sztafecie podczas mistrzostw Europy juniorów w Haute Maurienne w 2001 roku i kolejny brązowy w biegu indywidualnym na mistrzostwach Europy juniorów w Forni Avoltri dwa lata później.
W Pucharze Świata zadebiutowała 2 grudnia 2004 roku w Beitostølen, zajmując 43. miejsce w sprincie. Pierwsze punkty (w sezonach 2000/2001-2007/2008 punktowało 30. najlepszych zawodniczek) wywalczyła 14 stycznia 2005 roku w Ruhpolding, gdzie zajęła 27. miejsce w tej samej konkurencji. Nigdy nie stanęła na podium indywidualnych zawodów pucharowych, najwyższą lokatę wywalczyła 13 grudnia roku w Pokljuce, gdzie była ósma w biegu indywidualnym. Wielokrotnie stawała na podium w sztafetach, odnosząc przy tym 3 zwycięstwa: 5 stycznia 2006 roku w Oberhofie, 17 grudnia 2006 roku w Hochfilzen i 3 stycznia 2007 roku w Oberhofie. Najlepsze wyniki osiągnęła w sezonie 2004/2005, kiedy zajęła 34. miejsce w klasyfikacji generalnej.
Na igrzyskach olimpijskich w Turynie w 2006 roku wspólnie z Florence Baverel-Robert, Sylvie Becaert i Sandrine Bailly wywalczyła brązowy medal w sztafecie. W konkurencjach indywidualnych najwyższą pozycję zajęła w sprincie, w którym była czternasta. Na rozgrywanych rok później mistrzostwach świata w Anterselvie Francuzki w składzie sprzed roku wywalczyły srebrny medal. Ponadto, razem z Becaert, Bailly i Marie-Laure Brunet zdobyła również brązowy medal w sztafecie podczas mistrzostw świata w Östersund w 2008 roku. Była też między innymi dwunasta w biegu indywidualnym na mistrzostwach świata w Hochfilzen w 2005 roku.

## Osiągnięcia

### Igrzyska olimpijskie
| Rok  | Miejscowość | Konkurencje | Konkurencje | Konkurencje | Konkurencje | Konkurencje | Konkurencje | Konkurencje |
| Rok  | Miejscowość | IN          | SP          | PU          | MS          | RL          | MR          | SR          |
| ---- | ----------- | ----------- | ----------- | ----------- | ----------- | ----------- | ----------- | ----------- |
| 2006 | Turyn       | 41.         | 14.         | 26.         | 27.         | 3.          | nd.         | –           |

### Mistrzostwa świata
| Rok  | Miejscowość     | Konkurencje | Konkurencje | Konkurencje | Konkurencje | Konkurencje | Konkurencje | Konkurencje |
| Rok  | Miejscowość     | IN          | SP          | PU          | MS          | RL          | MR          | SR          |
| ---- | --------------- | ----------- | ----------- | ----------- | ----------- | ----------- | ----------- | ----------- |
| 2005 | Hochfilzen      | 12.         | 26.         | 26.         | 30.         | 4.          | nd.         | –           |
| 2005 | Chanty-Mansyjsk | nd.         | nd.         | nd.         | nd.         | nd.         | 5.          | –           |
| 2007 | Anterselva      | 26.         | 28.         | 26.         | –           | 2.          | –           | –           |
| 2008 | Östersund       | 54.         | 45.         | 27.         | –           | 3.          | 7.          | –           |

### Mistrzostwa świata juniorów
| Rok  | Miejscowość     | Konkurencje | Konkurencje | Konkurencje | Konkurencje | Konkurencje | Konkurencje | Konkurencje |
| Rok  | Miejscowość     | IN          | SP          | PU          | MS          | RL          | MR          | SR          |
| ---- | --------------- | ----------- | ----------- | ----------- | ----------- | ----------- | ----------- | ----------- |
| 2000 | Hochfilzen      | –           | 35.         | DNS         | nd.         | 6.          | nd.         | –           |
| 2001 | Chanty-Mansyjsk | 24.         | 29.         | 25.         | nd.         | DNF         | nd.         | –           |
| 2002 | Val Ridanna     | 10.         | 10.         | 6.          | nd.         | 8.          | nd.         | –           |
| 2003 | Kościelisko     | 8.          | 10.         | 5.          | nd.         | 4.          | nd.         | –           |

### Puchar Świata

#### Miejsca w klasyfikacji generalnej
| Sezon     | Miejsce |
| --------- | ------- |
| 2004/2005 | 34.     |
| 2005/2006 | 48.     |
| 2006/2007 | 36.     |
| 2007/2008 | 38.     |

#### Miejsca na podium
Peretto nigdy nie stanęła na podium indywidualnych zawodów PŚ.